# Rynek w Sanoku

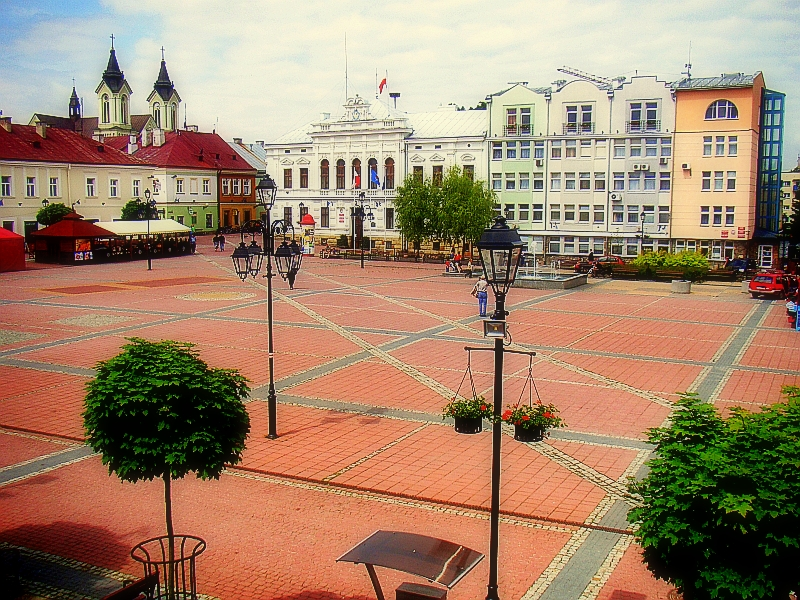
Zachodnia część rynku

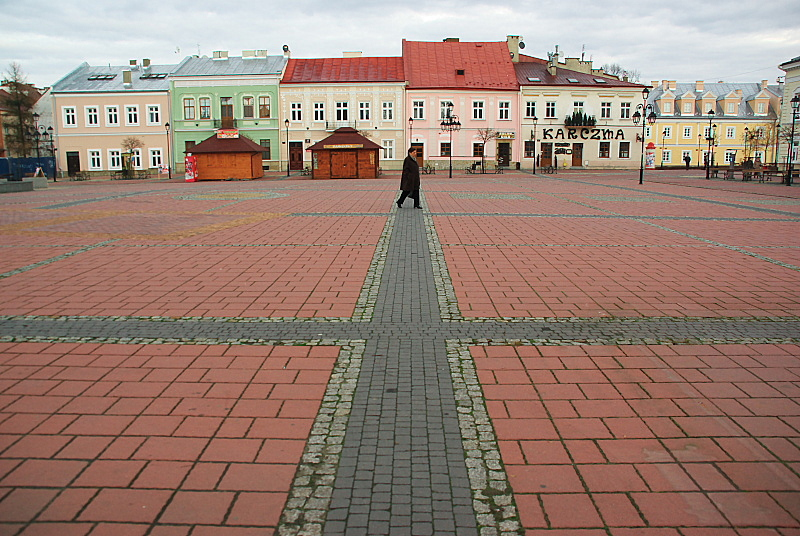
Kamienice na północnej pierzei rynku

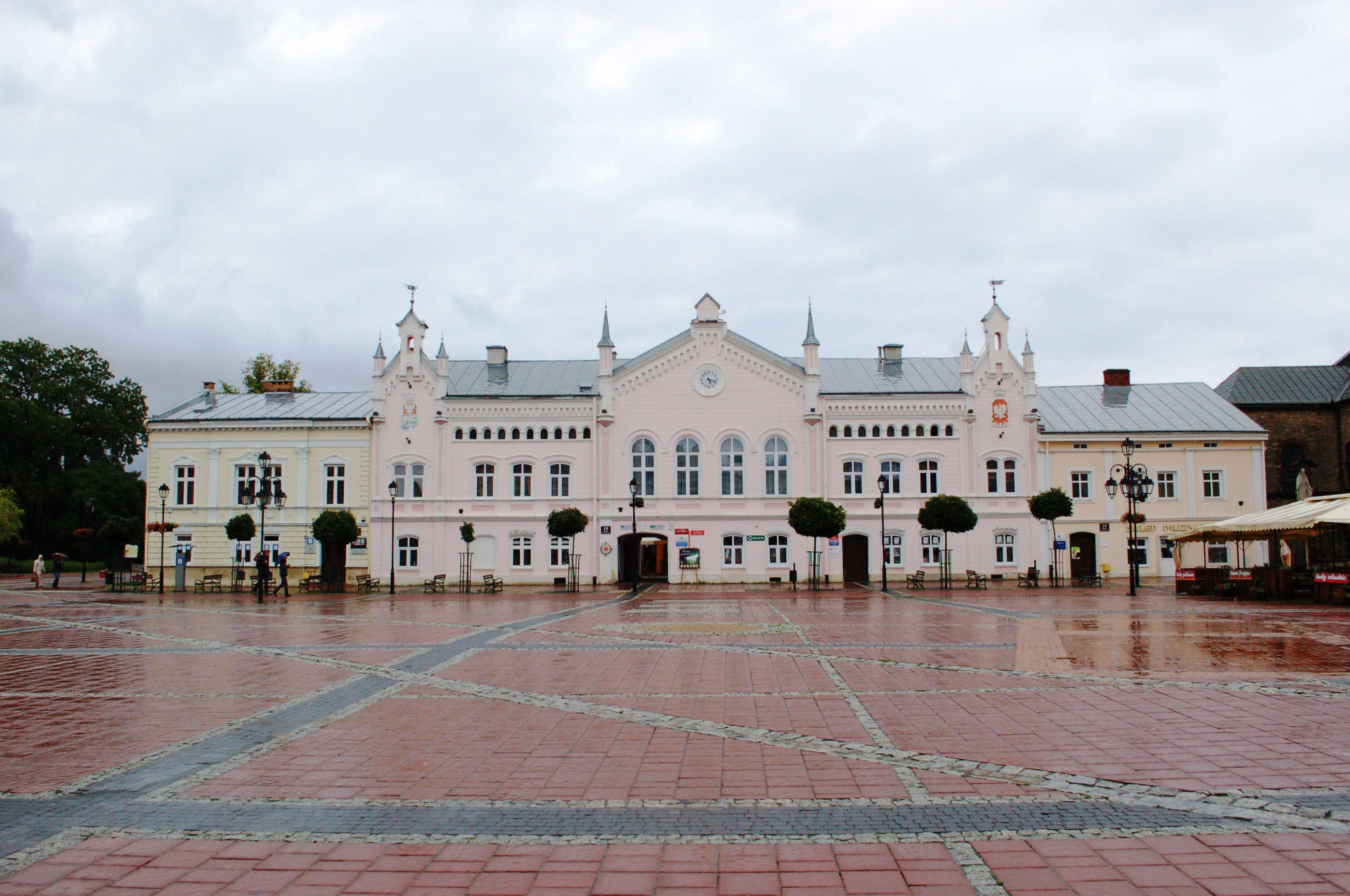
Wschodnia pierzeja ze starym ratuszem

Rynek w Sanoku – kwadratowy rynek w dzielnicy Śródmieście miasta Sanoka.

## Historia
Został wytyczony przez władze austriackie po przebudowie miasta w 1786. Pierwotny plan zabudowy rynku powstał w II poł. XIV wieku podczas lokacji miasta w 1339. Przywilej lokacyjny wydany przez księcia Jerzego nakazywał m.in. wzniesienie przez wójta ratusza oraz kramów kupieckich. Dokument ten potwierdził następnie król Kazimierz Wielki w 1366. Późnośredniowieczny rynek sanocki był o wymiarach 20 na 20 prętów (81 × 81 metrów).
Przez kilka wieków rynek służył celom gospodarczym i wojskowym. W każdą środę i piątki odbywały się na nim targi oraz coroczne jarmarki. Okalające sanocki rynek kamienice powstały pod koniec XVIII i początku XIX wieku. W tym czasie mieściły się w nich karczmy i domy zajezdne, zaś ich właścicielami byli głównie Żydzi.
Na początku 1895 na terenie rynku została wykopana studnia o większej głębokości (dotychczasowa 28-metrową została powiększona do 52 m – tym samym jej dno było położone niżej od poziomu rzeki San przebiegającej pod sanockim zamkiem. W lipcu 1895 studnia miała głębokość 58 m i zamierzano ją jeszcze pogłębić. Studnia istniała w późniejszych latach.
W XIX wieku nosił nazwę Plac Misjonalny. Podczas II wojny światowej w okresie okupacji niemieckiej 1939–1944 plac przemianowano na Ringplatz oraz Adolf Hitler Platz.

Rynek w 1936
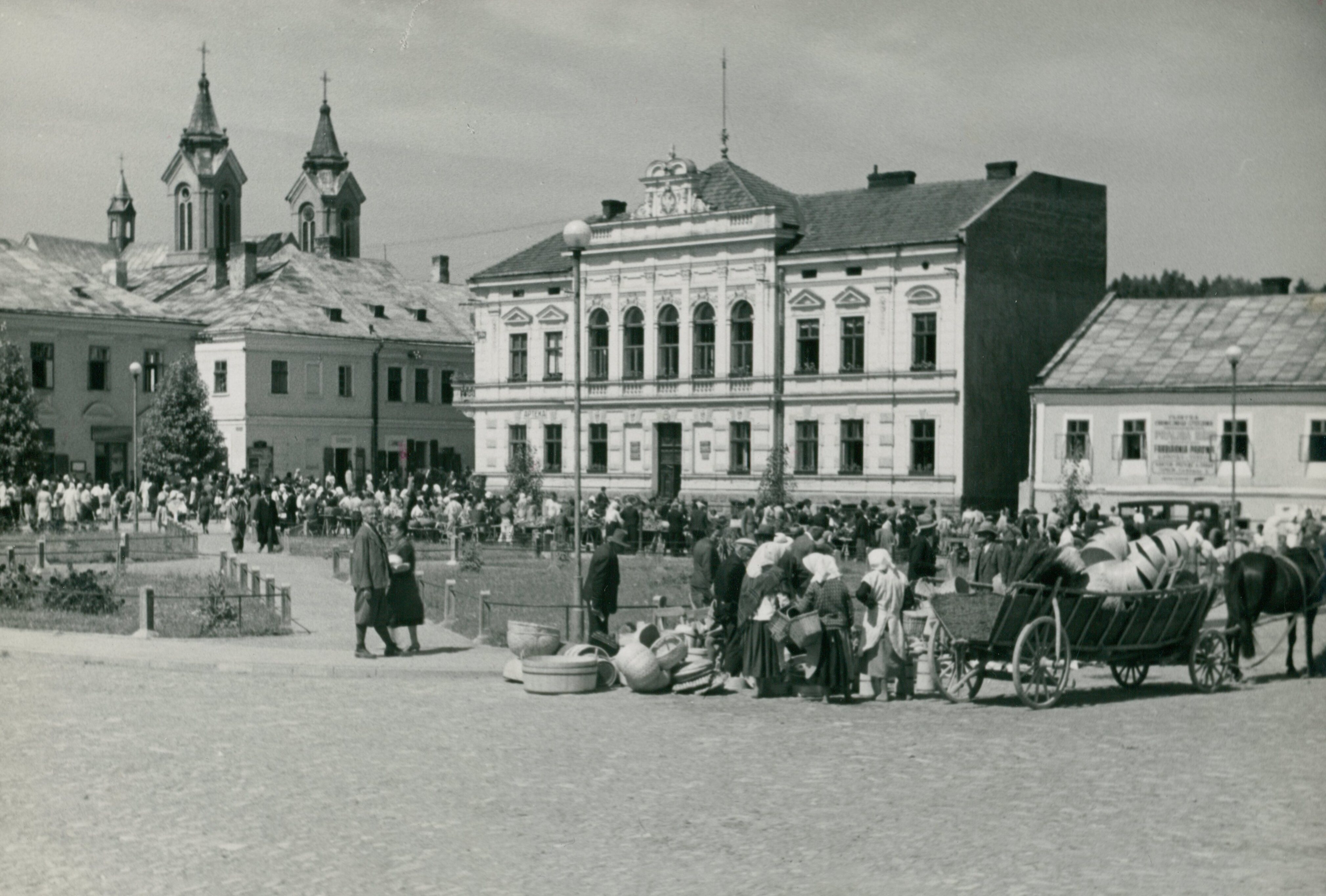
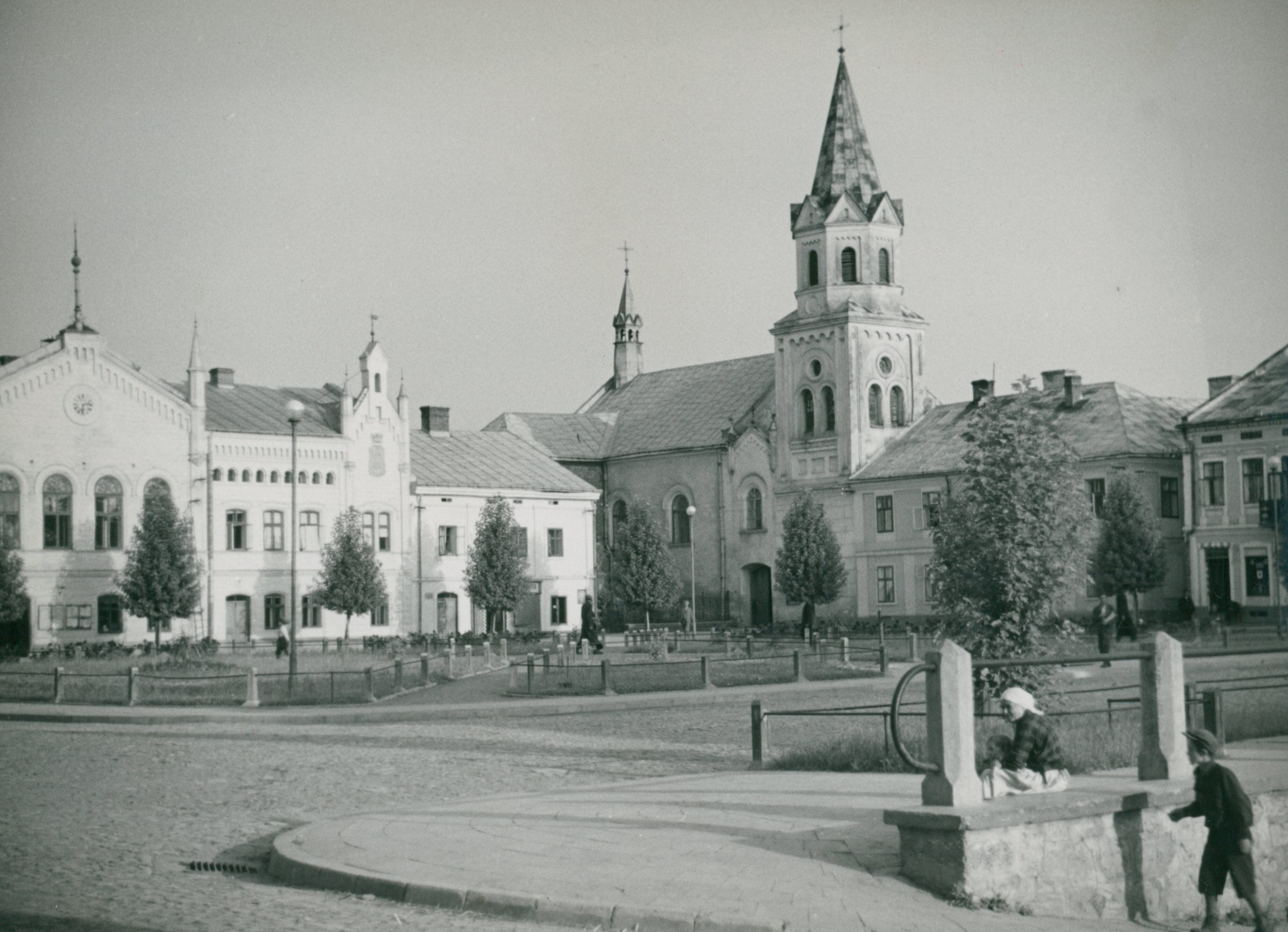
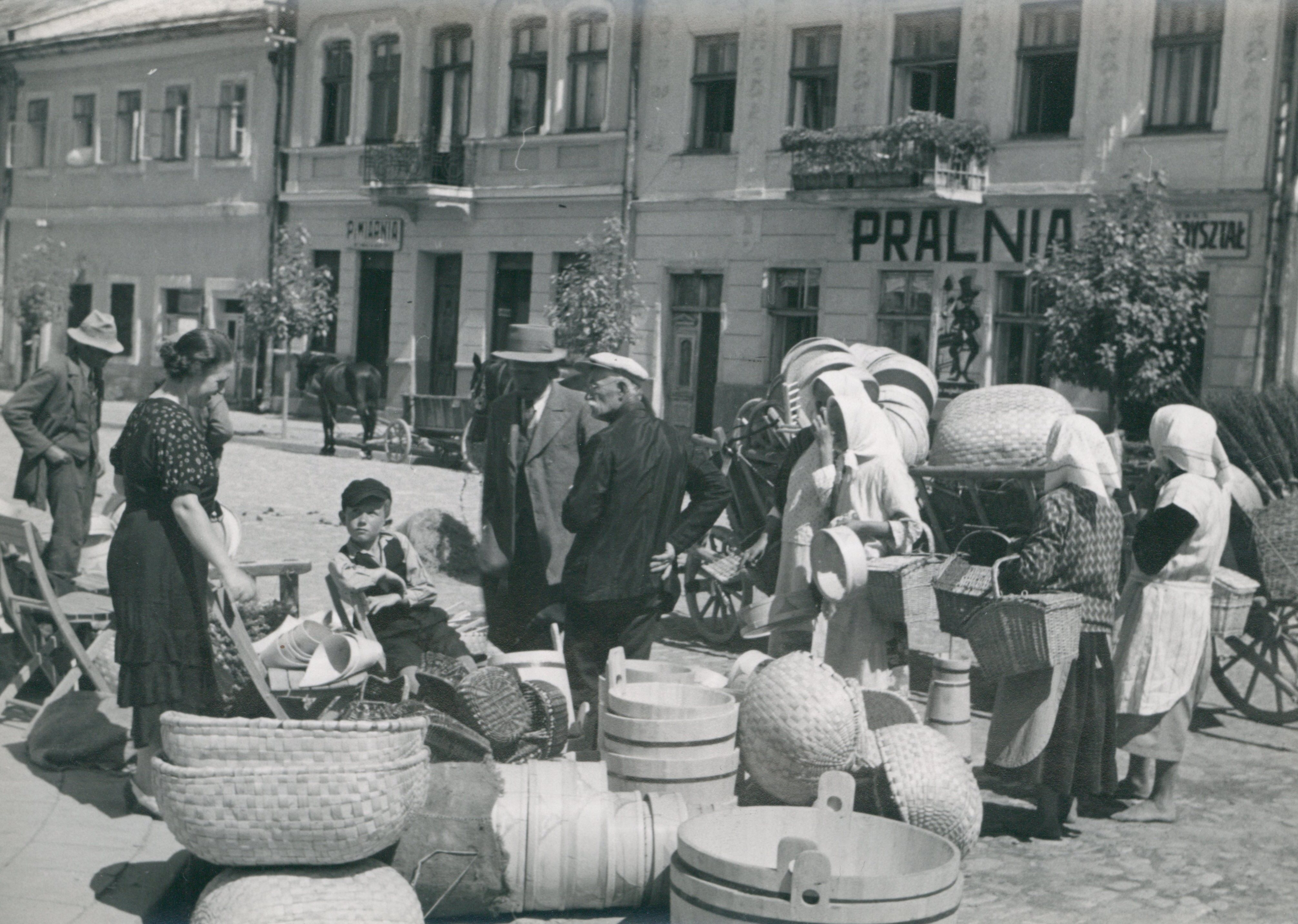

W okresie PRL istniała nazwa Plac Rewolucji Październikowej. Na Placu Rewolucji Październikowej funkcjonował dworzec autobusowy PKS, z dniem 10 września 1967 przeniesiony w miejsce przed budynek dworca kolejowego Sanok; zaś przystanki MKS zostały wówczas przeniesiony na Plac Pokoju – zmiany te zostały spowodowane remontem kapitalnym placu. W 1973 na placu została zainstalowana fontanna z kolorowym podświetleniem, wykonana w czynie społecznym przez załogę MPGK. W okresie PRL pod numerem 24 działał Powiatowy Ośrodek Sportu, Turystyki i Wypoczynku „Wierchy” do 1989. W czasie PRL na placu była umieszczona kilkumetrowa palma. 27 kwietnia 1986 sanocki Rynek był główną areną Turnieju Miast „Sanok - Bolesławiec”, zakończonego wynikiem 2:4.
W grudniu 1989 uchwałą Miejskiej Rady Narodowej w Sanoku Plac Rewolucji Październikowej został przemianowany na Rynek
.
Zwyczajowo plac jest określany jako „Duży Rynek w Sanoku” w odróżnieniu do „Małego Rynku” tj. Placu św. Michała.
Obecna długość każdego z boków rynku wynosi 100 m. Plan zabudowy rynku zgodny jest ze średniowieczną tradycją wynikającą z prawa magdeburskiego, tj. prostokątnym placem z ratuszem, kościołem usytuowanym przy ulicy wychodzącej z narożnika rynku oraz dwiema ulicami wyprowadzonymi od każdego z boków rynku. Lustracja przeprowadzona w 1765 podaje, że ratusz w Sanoku był drewniany o dwóch kondygnacjach, został zbudowany w 1756 po kolejnym pożarze. Przeznaczony był dla sądów miejskich, propinacji i rzeźników. Ratusz ten spłonął w 1782.
Zarys położenia poprzedniego ratusza został odwzorowany na bruku rynku po rewitalizacji. W wyniku konkursu na projekt rewitalizacji w grudniu 2004 wygrała go firma Neoinwest z Kielc),
Elementami zabudowy rynku jest klasztor i kościół OO. Franciszkanów, sprowadzonych do Sanoka ze Lwowa przez księcia Władysława Opolczyka w 1377. Jest położony jest przy południowo-wschodniej pierzei rynku. W przeszłości był wielokrotnie przebudowywany, a jego obecny kształt architektoniczny pochodzi z 1886.
We wschodniej pierzei rynku znajduje się eklektyczny ratusz miejski przy ul. Rynek 16. Powstał na przełomie XIX i XX w. w wyniku wykupienia przez władze miasta domów o numerach 12 (w 1881), 13 i 14 (w 1908) i opracowaniu przez Władysława Beksińskiego tym budynkom jednolitej fasady. W kolejnych latach ratusz był wielokrotnie przebudowywany. Od północnej strony do ratusza przylega kamienica przy ul. Rynek 14, a od południowej – kamienica przy ul. Rynek 18.
Przy zachodniej pierzei rynku w dawnym gmachu rady powiatowej pochodzącym z 1870 mieści się obecnie urząd rady miejskiej i burmistrza Sanok. Obiekt ten połączony jest z wybudowanym w latach 1965–1967 budynkiem, w którym obecnie mieści się starostwo powiatowe. Przy północnej pierzei rynku znajduje się budynek Archiwum Państwowego, w którym do 1939 mieściła się synagoga Klaus Sadogóra.
W latach 1969–1971 plac rynku został zrekonstruowany za sprawą Prezydium Miejskiej Rady Narodowej. Od 1998 zarząd nad Rynkiem sprawuje miasto Sanok.
W 1993 w wyniku przetargu pierwotnie wybrano projekt nowego zagospodarowania rynku w postaci umieszczenia na nim m.in. amfiteatru, który nie został zrealizowany.
Z południowo-wschodniego narożnika rynku wychodzą ulice Franciszkańska oraz Schody Franciszkańskie, z południowo-zachodniego narożnika ulica Jana Grodka przy której znajduje się sanocka fara i ul. 3 Maja, z narożnika północno-wschodniego ulica Zamkowa prowadząca do zamku królewskiego oraz Schody Balowskie, a z narożnika północno-zachodniego ulice Cerkiewna prowadząca do katedry prawosławnej i Łazienna. Od strony północno-wschodniej rynek styka się z placem św. Jana.
Na czas od 2001 zaplanowano w centrum Sanoka prace remontowe i zmierzające do przebudowy, w tym rynku. Od listopada 2005 do grudnia 2007 wykonano projekt „Rewitalizacja Rynku i Placu Św. Jana” obejmujący przede wszystkim ich przebudowę, remont wybranych elewacji, modernizację sieci wodociągowej, kanalizacji sanitarnej i deszczowej, instalację oświetlenia (lampy i światła powierzchniowe) oraz wyłożenie kostki brukowej. Przebudowa rozpoczęła się w styczniu 2007 roku.
Rynek nadal służy jako miejsce parad i przysiąg wojskowych bądź policyjnych. 8 grudnia 2007, po wielu latach nieobecności, odbyła się na placu przysięga wojskowa 210 żołnierzy 21. Brygady Strzelców Podhalańskich.

## Obiekty zabytkowe i zabudowa
W obrębie Rynku, w tym ulicy Rynek, znajdują się budynki uznane za zabytkowe. Wynikiem działań Komisji Opieki nad Zabytkami, powstałej przy oddziale PTTK w Sanoku, w 1978 umieszczono na fasadzie jednej z kamienic (nr 20) tablicę informującą o zabytkowym charakterze zabudowy.
W 1972 domy pod ówczesnymi numerami ulicy 9, 8, 10, 11, 12, 15, 17, 20, 22, 23, stanowiące domy (kamienice), zostały włączone do uaktualnionego wówczas spisu rejestru zabytków Sanoka. Do gminnego rejestru zabytków miasta Sanoka, opublikowanego w 2015, zostały wpisane budynki pod numerami 1, 5, 7, 9, 10 (kamienica), 10 (synagoga), 11, 12, 14, 16, 18, 20, 21, 22, 23 ulicy. Do wykazu zabytków prowadzonych przez Wojewódzkich Konserwatorów Zabytków zostały wprowadzone:
- Ratusz przy ul. Rynek 1
- Kamienica przy ul. Rynek 7. W okresie PRL pod numerem 7 działała kasa PKS, a od 1972 w kamienicy pozostającej pod zarządem miejskim (MZBM) lokal przejęło na swoją siedzibę koła Związku Bojowników o Wolność i Demokrację w Sanoku (w obok przylegającym pomieszczeniu działał wówczas warsztat Spółdzielni Inwalidów „Spójnia”)[37]. Obecnie w kamienicy siedzibę otrzymała Straż Miejska w Sanoku[38].
- Mała Synagoga (pod adresem Rynek 10)
- Kamienica pod numerem 11. Od 1978 do 1986 Leon Chrapko prowadził w niej galerię sztuki[39][40].
- Kamienica przy ul. Rynek 12. Do 1916 w budynku zamieszkiwał na piętrze lekarz dr Maurycy Drewiński, który na parterze prowadził gabinet lekarski[41]. Później w tym miejscu mieścił się zakład fotograficzny[41]. Obecnie w budynku działa Karczma. Jadło Karpackie[42].
- Kamienica przy ul. Rynek 14
- Budynek pod numerem 15. Mieści się za ratuszem. Mieści się w nim Regionalna Izba Gospodarcza[43]. Od września 2000, w lokalu udostępnionym przez Stowarzyszenie Inicjowania Przewdsiębiorczości ulokowano powstałe wówczas Archiwum Ziemi Sanockiej[44].
- Ratusz przy ul. Rynek 16
- Kamienica przy ul. Rynek 18
- Kamienica przy ul. Rynek 20. Działało w nim początkowo założone w 1923 Miejskie Prywatne Seminarium Nauczycielski Żeńskie w Sanoku[45]. W budynku podjęła działalność kawiarenka, świetlica dla dzieci (20 października 1996 poświęcona przez bp. Stefana Moskwę[46]), NZOZ Ośrodek Rehabilitacji dla Dzieci i Młodzieży Niepełnosprawnej (od 1999)[47], księgarnia przylegającego do kamienicy kościoła franciszkanów[48]. 4 czerwca 2014 na fasadzie kamienicy została odsłonięta tablica upamiętniająca trzech żołnierzy NSZ straconych w egzekucjach w mieście 24 maja i 4 czerwca 1946, Władysława Kudlika, Władysława Skwarca i Henryka Książka[49][50][51].
- Kamienica przy ul. Rynek 22. W przeszłości działał w niej żydowski sklep „Konsum”[52]. W budynku znajduje się brama, prawdopodobnie jedna z najstarszych w obrębie Rynku[53].
- Kościół franciszkanów (wejście od rynku, formalnie pod adresem ul. Franciszkańska 7)

Pod numerem 15 przed 1914 mieściła się pracownia i skład obuwia. W okresie PRL przy Placu Rewolucji Październikowej 12 działał Zespół Adwokacki nr 1 w Sanoku, funkcjonujący w ramach Izby Adwokackiej w Rzeszowie.
Do gminnej ewidencji zabytków zostały wpisane budynki przy ulicy Rynek pod numerami: 1, 5, 7, 9, 10, 11, 12.

## Pomniki i upamiętnienia
- Na rynku przed kamienicą przy ul. Rynek 14 znajdują się dwie ławeczki z tabliczkami upamiętniającymi literatów pochodzących z Sanoka[57]:
  - Ławka z tabliczką upamiętniającą Kalmana Segala (1917-1980). Została odsłonięta w październiku 2007[58][59].
  - Ławka z tabliczką upamiętniającą Mariana Pankowskiego (1919-2011). Została odsłonięta 9 listopada 2011 w 90. rocznicę urodzin Mariana Pankowskiego przez jego bratową Jadwigę.
  - Ławka z tabliczką upamiętniającą Janusza Szubera (1947-2020), zamieszkującego w tejże kamienicy. Została ustanowiona pod koniec 2020[60].
- Na rynku przed kamienicą przy ul. Rynek 14 znajduje się pomnik upamiętniający artystę malarza i rodowitego sanoczanina Zdzisława Beksińskiego (1929–2005). Autorem rzeźby był Adam Przybysz[61]. Pomnik został odsłonięty 19 maja 2012.
- 29 grudnia 2023 na placu rynkowym odsłonięto umieszczoną na kamieniu statuetkę Grzesia z Sanoka[62].

## Wydarzenia
- Wiosną 1946 Sanok był miejscem publicznych egzekucji na żołnierzach NSZ. 4 czerwca 1946 w południowo-zachodniej pierzei rynku został powieszony chor. Henryk Książek[63].
- Od kwietnia 2008 w obszarze rynku działa w Sanoku pierwszy bezpłatny bezprzewodowy internet. Pierwszy hotspot w Sanoku zainstalowano na szczycie ratusza miejskiego. Aby móc skorzystać z bezprzewodowego internetu musimy posiadać komputer wyposażony w kartę WiFi.

## Odniesienia w sztuce i kulturze
- W sąsiedztwie ratusza i kościoła Franciszkanów stoi żydowska kamienica, w której mieścił się oddział Banku Wiedeńskiego (Hasek, Banku Krakowskiego). Stacjonował tam sztab Żelaznej Brygady, w skład której wchodził batalion 91. pułku piechoty z Czeskich Budziejowic. Służbę odbywał tu Józef Szwejk podczas pobytu w Sanoku[64].
- Kalman Segal. Nad dziwną rzeką Sambation. 1957; Dolina zielonej pszenicy. 1964; Śmierć archiwariusza. 1967; Miłość o zmierzchu. 1962.